# Monasterio de Martvili
El monasterio de Martvili (en georgiano: მარტვილის მონასტერი) es un complejo monástico georgiano situado en ciudad de Martvili, en el municipio de Martvili de la región de Mingrelia-Alta Esvanetia de Georgia. Se asienta en la colina más alta de los alrededores y era de una importancia estratégica.

## Historia
El sitio sobre la colina donde hoy se encuentra el monasterio fue utilizado en tiempos antiguos como un centro cultural pagano y era un lugar sagrado. Allí hubo una vez un antiguo y enorme roble que era venerado como un ídolo de fertilidad y prosperidad. Los bebés también fueron sacrificados aquí una vez. Después de la conversión de la población nativa al cristianismo, el árbol antiguo fue cortado para no adorarlo más. Una iglesia fue construida originalmente a finales del siglo VII sobre las raíces del viejo roble y fue nombrada en honor de San Andrés, quien predicó el cristianismo y convirtió a los paganos de la región de Samegrelo.
La catedral principal de Martvili-Chkondidi (idioma megreliano: Chkoni que traduce a «roble») fue reconstruida en el siglo X después de las invasiones que destruyeron la iglesia anterior, por el rey Jorge II de Abjasia gran cristiano ortodoxo que actuaba de mecenas religioso en su reino, y lo nombró centro episcopal. En la iglesia se conservan frescos de los siglos XIV al XVII.

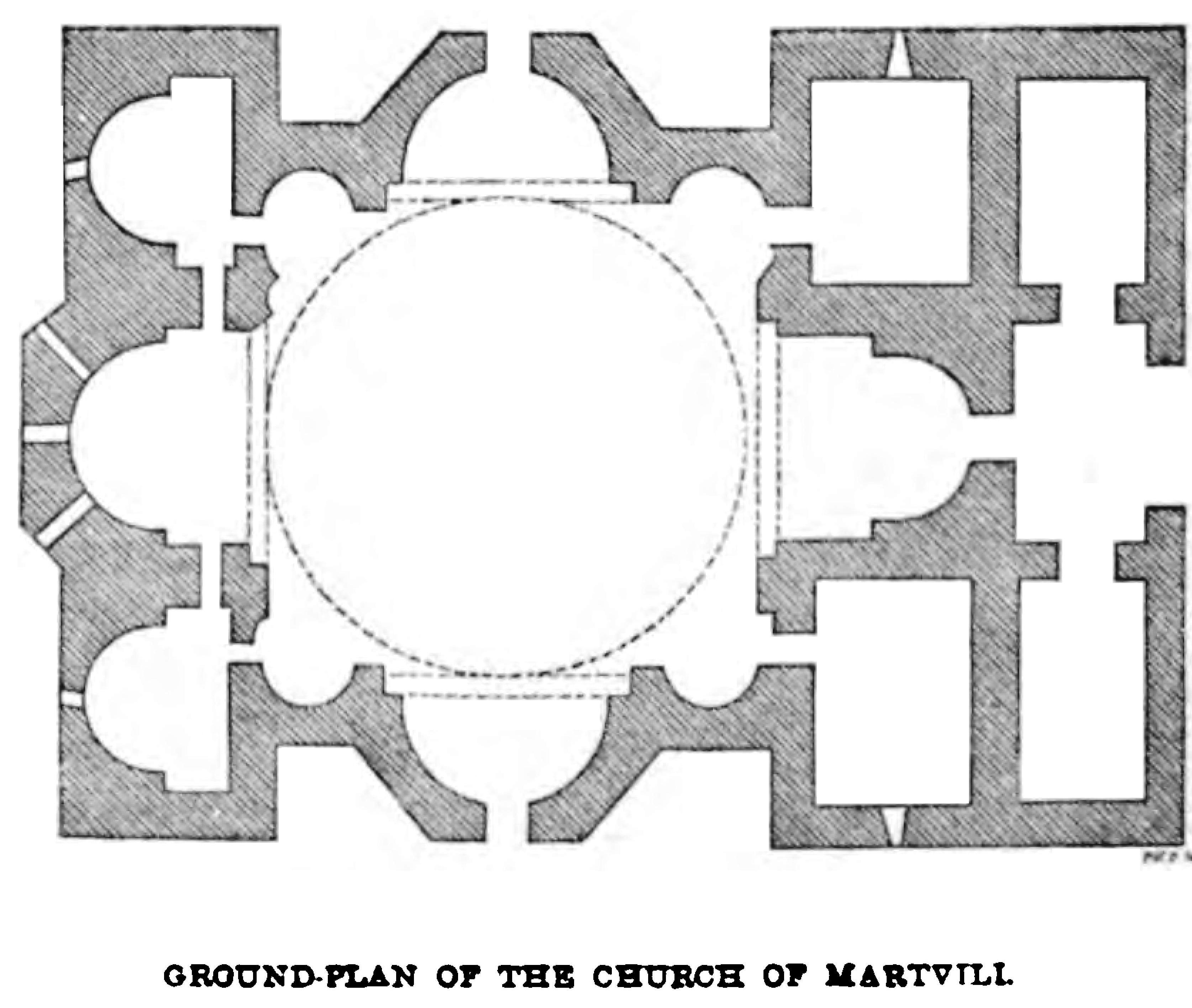
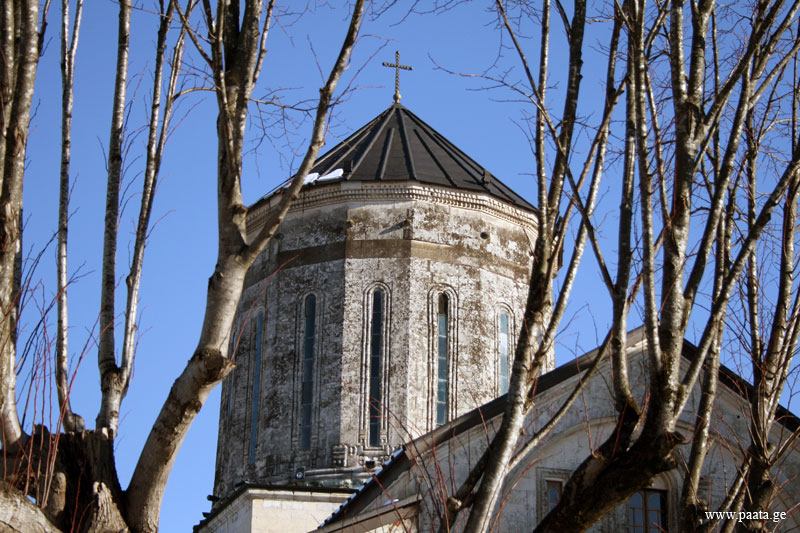
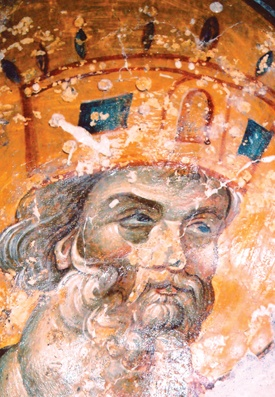
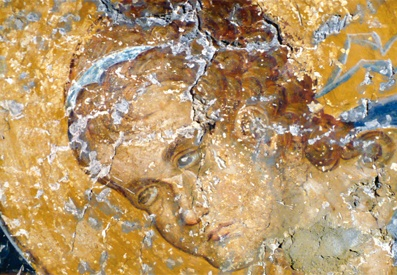

## Monasterio
Durante la Alta Edad Media, el monasterio era un importante centro eclesiástico: allí se impartía educación, se realizaban importantes intercambios culturales a través de los monjes que traducían del georgiano o al georgiano. El monasterio estuvo activo hasta la anexión de Georgia por la Unión Soviética. En 1998, después de algunas décadas de inactividad, el Patriarca Elías II reabrió el monasterio. En 2007, Pierre de Tchkondidi restauró el monasterio a su antigua gloria: una residencia patriarcal cerca de la catedral, el monasterio de Saint-André para los hombres y el monasterio de Santa Ninó para las monjas. Algunas partes del complejo monástico están todavía en construcción, así como la restauración de edificios antiguos.

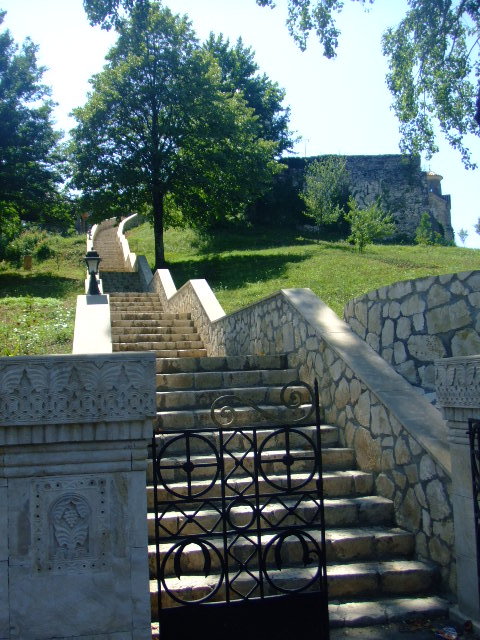
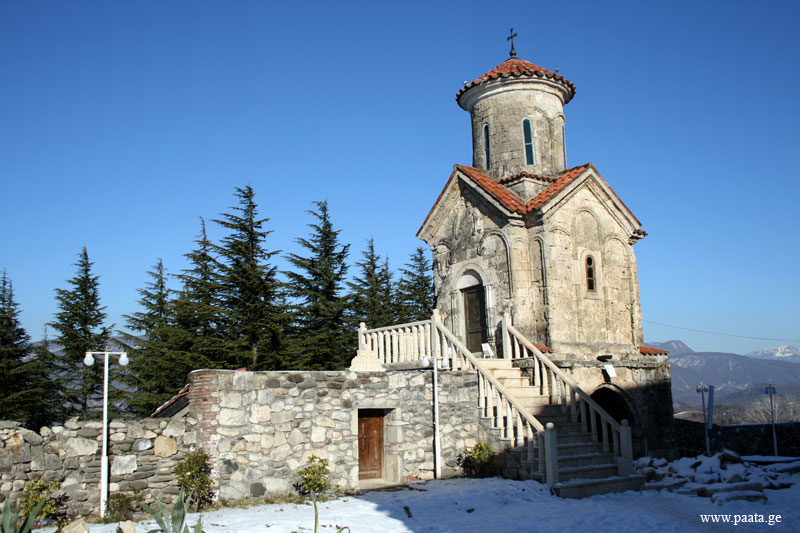
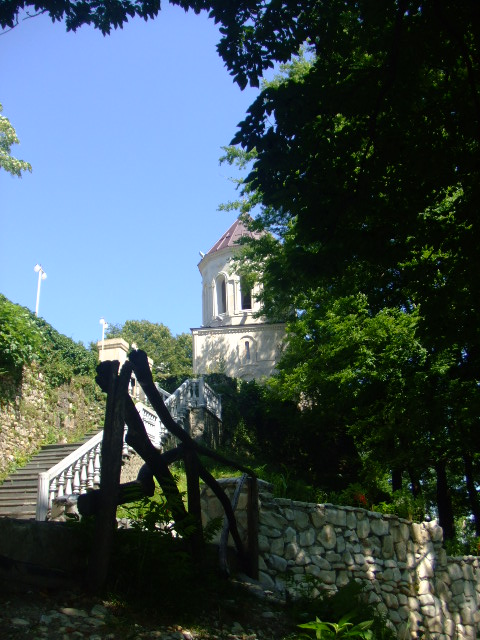
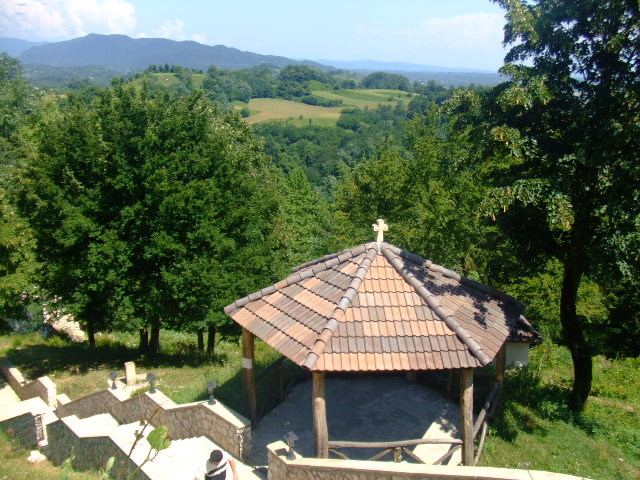